# Història general de la natura i teoria del cel
La Història general de la natura i teoria del cel (en alemany: Allgemeine Naturgeschichte und Theorie des Himmels) és una obra d'Immanuel Kant, confegida el 1755 i que publicà anònimament en el mateix any.
El títol original sencer és: Allgemeine Naturgeschichte und Theorie des Himmels, oder Versuch von der Verfassung und dem mechanischen Ursprunge donis ganzen Weltgebäudes nach Newtonischen Grundsätzen abgehandelt, i es traduiria per: Història general de la natura i teoria del cel, o assaig sobre la constitució i l'origen mecànic de tota la construcció del món, tractat seguint principis newtonians.
Per a Kant, el sistema solar és una versió reduïda dels sistemes que es poden observar de les estreles fixes, com ara el sistema de la Via Làctia i altres galàxies. Segons Kant, els sistemes solars i les galàxies naixen i desapareixen de manera periòdica a partir d'una protonebulosa, i en procés es condensen els planetes disgregats. Amb aquesta teoria, s'apropa a les idees actuals sobre cosmogonia més que no pas el seu coetani Pierre-Simon Laplace (1796). De tota manera, sovint es parla de totes dues teories com una de sola, la teoria de Kant-Laplace respecte a l'origen del sistema solar, coneguda també com la teoria de la nebulosa protosolar.
En la tercera part el llibre, "Sobre els habitants dels astres" (Von den Bewohnern der Gestirne), Kant desenvolupa una teoria de la vida extraterrestre.

## Contingut

### Prefaci
Després de la dedicatòria a Frederic el Gran, Kant exposa en el prefaci les dificultats religioses que significava en el seu temps una deducció mecanicista de la creació; ell, però, creu conciliables mecanicisme i religió: l'exactitud i perfecció de les lleis mecàniques apunten cap a un origen diví; el mateix pot dir-se de la independència de la natura, mostra de la potència divina en crear-la. Kant pensa, a més a més, que el mecanicisme i el finalisme són conciliables: així, amb les lleis mecàniques s'ha passat de l'inicial caos al bon ordre del cosmos. Kant assegura que hi ha d'haver una causa primordial de la natura i la seua harmonia, la qual és Déu. El pròleg es completa amb observacions metodològiques sobre l'assaig, incloent-hi el reconeixement de les deficiències matemàtiques —que confia que seran esmenades amb el temps, i es confirmarà així la teoria exposada—, i l'esment d'algunes de les seues principals influències: Descartes (de qui elogia el mètode i la recerca de senzillesa en la formulació de lleis naturals), Newton, Wright de Durham (que va suggerir al 1751 que les estreles fixes eren parts de sistemes d'astres), Pierre Louis Moreau de Maupertuis (que considerava que les nebuloses eren sistemes d'estreles).
Abans d'entrar en l'assaig pròpiament dit, Kant proposa un índex i un esquema dels conceptes bàsics del sistema universal de Newton, necessaris per a entendre l'assaig: la llei de la inèrcia, els conceptes d'atracció i gravitació, etc.

### Primera part
Encapçalada per una cita del poeta anglés Alexander Pope, la primera part, titulada "Esquema de la constitució sistemàtica entre les estreles fixes, i de la pluralitat d'aquests sistemes d'estreles fixes", s'inicia tractant sobre la constitució sistemàtica de les estreles fixes i sobre la infinitud de l'univers. Tot i l'aparent desordre de les anomenades estreles fixes, n'hi ha un ordre. Per exemple, la Via Làctia es troba en un pla (Kant planteja una hipòtesi sobre la raó d'aquest fet), de manera semblant al que succeeix amb el sistema solar, i això ve a demostrar l'analogia i homogeneïtat de les lleis de la natura. La Via Làctia és un sistema d'estreles; les nebuloses de Maupertuis són d'altres "vies làcties". Cal inferir-ne el concepte d'un sistema superior al qual se subordinen aquests sistemes, les galàxies. Després de noves reflexions sobre la infinitud abismal de l'univers, mostra per a Kant de la potència divina, l'autor conclou aquesta part plantejant una hipòtesi, a partir de la llei de la continuïtat en la natura (natura senar facit saltus), sobre la possibilitat que hi haja planetes més enllà de Saturn en el sistema solar, sobre l'excentricitat de les òrbites, la distància dels planetes respecte al sol i sobre els cometes (que serien el pas següent de la sèrie planetària).

### Segona part
La segona part té el llarg títol "Sobre l'estat primitiu de la natura. La formació dels cossos celestes. Les causes del seu moviment i la seua relació sistemàtica, tant dins de l'estructura planetària especialment, com també respecte de tota la Creació". Així com la primera part, la segona s'encapçala amb una cita d'Alexander Pope; però, a diferència d'aquella, es divideix en capítols.

#### Capítol 1: "Sobre l'origen de l'estructura planetària en general i de les causes dels seus moviments"
Hi ha indicis, opina Kant, d'una causa única per al moviment global del sistema solar. Newton, no sabent-ne explicar la causa, al·ludí a la intervenció de la mà de Déu com a raó d'aquest moviment. Kant, però, creu que s'ha d'harmonitzar la teoria newtoniana de la gravitació amb aquest fet no explicat: i això és possible amb una "història del cel". En aquest assaig, segons Kant, aquesta història es presenta com a hipòtesi, però es pot contrastar matemàticament. En el discurs de Kant, parteix del supòsit d'un caos inicial de la matèria i els elements; ara bé, la matèria té una tendència (impresa per Déu) cap a l'autoorganització. El moviment des d'aquest caos primigeni comença per la força de la gravetat. A aquesta s'oposa, pensa Kant, la força de repulsió; el resultat del conflicte d'aquestes forces són els moviments corbs. Prenent el sistema solar com a model, Kant descriu com es degué formar el sol, com van sorgir òrbites i planetes al voltant seu, per què aquestes òrbites s'estengueren en un pla comú. Explica també la raó de l'excentricitat de les òrbites (que no formen pas cercles perfectes) i de les irregularitats en el pla comú.

#### Cap. 2. "Sobre la diferent densitat dels planetes i la relació de les seues masses"
En aquest capítol, Kant argumenta la raó de les diferències de densitat entre els planetes, al mateix temps que critica a Newton per haver recorregut al finalisme teològic per a explicar-les. S'hi parla, a més, de la relació entre la densitat del sol i la dels planetes, les relacions entre les densitats d'aquests, així com entre els planetes i els seus satèl·lits; tot seguit, s'aplica a les masses dels planetes. Es calcula la probable densitat del caos inicial de la matèria. La teoria que Kant presenta es confirma gràcies a Georges-Louis Leclerc, comte de Buffon, que va determinar que la mitjana de la densitat dels planetes equival a la del sol.

#### Cap. 3. "Sobre l'excentricitat de les òrbites planetàries i l'origen dels cometes"
D'acord amb el principi leibnizià de continuïtat ("la natura no fa salts"), Kant considera que els cometes són diferents dels planetes només en el grau, a més a més de suposar que hi ha d'haver altres planetes darrere de Saturn (cosa que s'ignorava el 1755). Després de tractar el tema de l'excentricitat de les òrbites i en concret dels casos de Mart i Mercuri, la resta del capítol es dedica al moviment dels cometes, la seua formació i constitució.

#### Cap. 4. "Sobre l'origen de la lluna i dels moviments dels planetes al voltant del seu eix"
En el capítol quart, l'autor tracta sobre l'origen dels satèl·lits o llunes, sobre l'origen del seu moviment i el pla en què es dona. Hi parla també de quines condicions es requereixen perquè un planeta tinga llunes; la relació de la rotació del planeta amb el moviment dels satèl·lits, etc. Comenta, sense resoldre'l, el problema de la rotació de la Lluna terrestre, tema d'un concurs proposat el 1754 per l'Acadèmia Berlinesa de les Ciències. Després, explica que l'obliqüitat de l'eclíptica dels planetes es deu al repartiment desigual de la matèria, i sobretot a les desigualtats en la superfície dels planetes. L'eix de Júpiter és perpendicular al pla comú de les òrbites planetàries, diu Kant perquè encara és un planeta en formació. El capítol acaba tractant sobre l'excentricitat de Saturn.

#### Cap. 5. "Sobre l'origen de l'anell de Saturn i càlcul de la rotació diària d'aquest planeta segons les seues relacions"
En aquest capítol l'autor tracta el tema de la formació de Saturn, que hauria estat, segons ell, semblant a la dels cometes, i dona una explicació mecànica de l'origen dels anells de Saturn. Després d'un parèntesi en què torna a dir que la natura, en el seu pas del caos a l'ordre, mostra la intel·ligència de Déu en la disposició d'un cosmos harmònic per a benefici de tots els éssers, torna al tema de Saturn: Kant tracta sobre la velocitat de rotació d'aquest planeta, i continua amb una hipòtesi sobre el seu aplatament (que en aquest moment, diu Kant, no s'havia observat encara); recorre a les opinions de Huygens i Newton sobre la relació de la força d'atracció gravitatòria dels planetes amb la seua densitat. Parla sobre els anells de Saturn, sobre la velocitat de rotació i llança una altra hipòtesi, per a explicar l'existència d'intervals de separació entre els anells. Entre els planetes del sistema solar, només Saturn té anells i aquests procedeixen, segons Kant, del mateix planeta. El capítol conclou amb el supòsit fictici que hi hagués hagut un anell de la Terra; que concorda aparentment, observa Kant, amb certs passatges del Gènesi.

#### Cap. 6. «Sobre la llum zodiacal»
En el breu capítol sisé, Kant exposa la seua opinió sobre la qüestió de si hi ha un anell al Sol. Conclou que la llum zodiacal, o la corona solar si fos un anell, no n'és pas com el de Saturn.

#### Cap. 7. «Sobre la Creació en tot l'abast de la seua infinitud, tant en l'espai com en el temps»
El seté capítol de la segona part no sols és dels més llargs sinó també dels més especulatius. Kant comença parlant de la sorpresa que ens produeix la contemplació de l'univers, que creix considerant que tot hi arranca d'una sola llei que en determinà la formació: la llei d'atracció i repulsió. De manera anàloga al nostre sistema solar, Kant pensa que la Via Làctia és un gran sistema de sols, amb un sol central; i un altre punt serien les altres galàxies, com les que determinen les nebuloses. Després, Kant parla de la magnitud de la Creació de l'univers: és infinit? Ell creu que sí: només un univers infinit pot donar la mesura autèntica de l'omnipotència divina. Aquest món infinit ha de ser un sistema únic (univers); si hi hagués mons separats, es produiria el caos. Així, Kant postula que ha d'haver-hi un centre de l'univers. En aquest, la densitat de la matèria seria molt major. També hi diu que l'univers s'hagué de formar a partir d'aquest centre. Hi hauria, doncs, una «història» de l'univers, en què es donaria cada volta més un major perfeccionament. Les zones exteriors serien les més joves... Aquesta història tindria un començament –la Creació divina–, però es projectaria cap a l'infinit en el futur. Kant confessa que la hipòtesi és agosarada i que es basa en raonaments analògics, però considera que té molt al seu favor. En les darreres pàgines del capítol, l'autor parla de la fertilitat de la natura, del cicle perpetu de mort i naixement, segons una llei de compensació (tot el que naix mor). Segons això, igual que succeeix amb les flors o els insectes, cal postular la destrucció de mons (ja anunciada per Newton). La providència divina usa també de la destrucció per a les seues finalitats. D'aquesta manera es renoven les parts més velles i la natura és com l'ocell Fènix. L'univers està en constant creixement, dirigint-se cap a la perfecció. Kant conclou on comença: amb la sorpresa humana davant l'univers, que suscita en nosaltres l'aspiració a arribar a Déu i a assolir la felicitat de la unió amb l'Ésser infinit.

#### Apèndix al cap. 7: "Teoria general i història del Sol"
Per què el centre del sistema solar és un cos ardent? Kant tracta aquesta qüestió en l'apèndix del capítol seté, així com el problema de si amb el temps es consumirà l'aire que alimenta el foc solar: qüestió aquesta que respon afirmativament: el sol s'apagarà, i hi ha molts altres sols que són en procés d'extinció. Altres qüestions d'aquest apèndix són l'existència d'un centre del sistema universal; en una nota, Kant planteja que es podria tractar de Sírius. Aquest sol central, en tot cas, no pot comparar-se amb Déu, que és ubic. En acabant, Kant parla de la ubicació física dels éssers racionals en aquest sistema solar: la seua perfecció seria major com més gran fos l'allunyament respecte a aquell centre de l'univers. Hi hauria, en el temps i en l'espai, un acostament progressiu, asimptòtic, a la perfecció divina.

#### Cap. 8: "Prova general de l'exactitud d'una teoria mecànica de l'estructura de l'ordre universal i especialment de la certesa respecte a aquesta teoria"
Kant pensa que en l'univers hi ha necessitat i un pla, no pas atzar. Es planteja si Déu sols el va posar en marxa, o si el seu concurs és necessari a cada moment. La segona opció exigiria un perpetu miracle i implicaria un concepte d'una naturalesa cega. Es proposa una disjuntiva: a) si la natura és imperfecta i necessita Déu, aleshores aquest existeix, però és imperfecte (ja que no ha estat pas capaç de crear una natura que subsistís autònomament); b) si la natura no necessita Déu, aleshores seria obra d'un Déu perfecte, però com saber si existeix? Per a l'autor, les lleis de la natura, tan perfectes, apunten al fet que la causa en prové d'un únic ésser (Déu). El món s'explica per lleis mecàniques. Després d'aquesta introducció, Kant se centra en el tema del capítol: confirmar la teoria donada en el llibre, tot i intercalant reflexions teològiques. Comença recordant que el pla i el sentit comuns del moviment dels planetes coincideix amb el de la rotació solar. La imperfecció dels cercles –realment el·lipses– contradiu la creença que Déu practica la geometria; segons l'autor, aquestes imperfeccions del món demostren que no és obra directa de Déu alhora que els defectes són signe que la natura no s'exhaureix. Newton, com que no podia pas explicar la força centrífuga i la causa que els planetes es moguen al voltant del sol, fa intervenir-hi un deus ex machina. La solució que proposa Kant, l'obté per la història del cel. La causa inicial de la formació de l'univers, a partir del caos, és la llei de la gravetat. La teoria es confirma per la densitat dels planetes, les masses dels quals estan en relació amb la distància respecte al sol. L'autor dona una explicació de les distàncies entre els planetes i fins i tot anticipa que hi hauria un planeta més lluny de Saturn. Buffon confirma l'explicació que Kant dona de les distàncies. Cap a la fi del capítol, l'autor pensa que mecanicisme i finalitat es poden conciliar, i dona per bo l'argument teleològic.

### Tercera part
Aquesta darrera part parla sobre l'habitabilitat en les estreles del cosmos.

## Edicions de l'obra

### En alemany
- Allgemeine Naturgeschichte und Theorie des Himmels, oder Versuch von der Verfassung und dem mechanischen Ursprunge donis ganzen Weltgebäudes nach Newtonischen Grundsätzen abgehandelt. Königsberg i Leipzig, 1755, publicada anònimament.
- En l'edició de l'Acadèmia de les obres de Kant (Kants Werke, o Kant's gesammelte Schriften, Akademie-Textausgabe, Walter de Gruyter, 1902-1955), l'obra de 1755 figura en el tom I, pàgs. 215-368.